# 賜杯
賜杯（しはい）は、坏（盃）を与えること、また、与えられた坏のこと。賜盃とも書く。特に、勲功・栄誉を顕彰するため、臣下に対して賜った坏、トロフィーを指す。日本国憲法下の日本では、褒章条例等の法規に基づくものは賞杯と呼び、皇室のいわゆる「お手元金」等による賜杯（賜盃）と区別しているが、それら賞杯を授与する行為については「杯を賜う」の意から「賜杯」を用いる場合もある（例:名称は「勲章と賞杯」、行為は「叙勲と賜杯」）。以上のように、天皇（日本以外の場合は皇帝・国王など）から「賜った杯」が賜杯であるため、君主と関係のない単なる優勝トロフィーを賜杯と呼ぶのは誤りである。

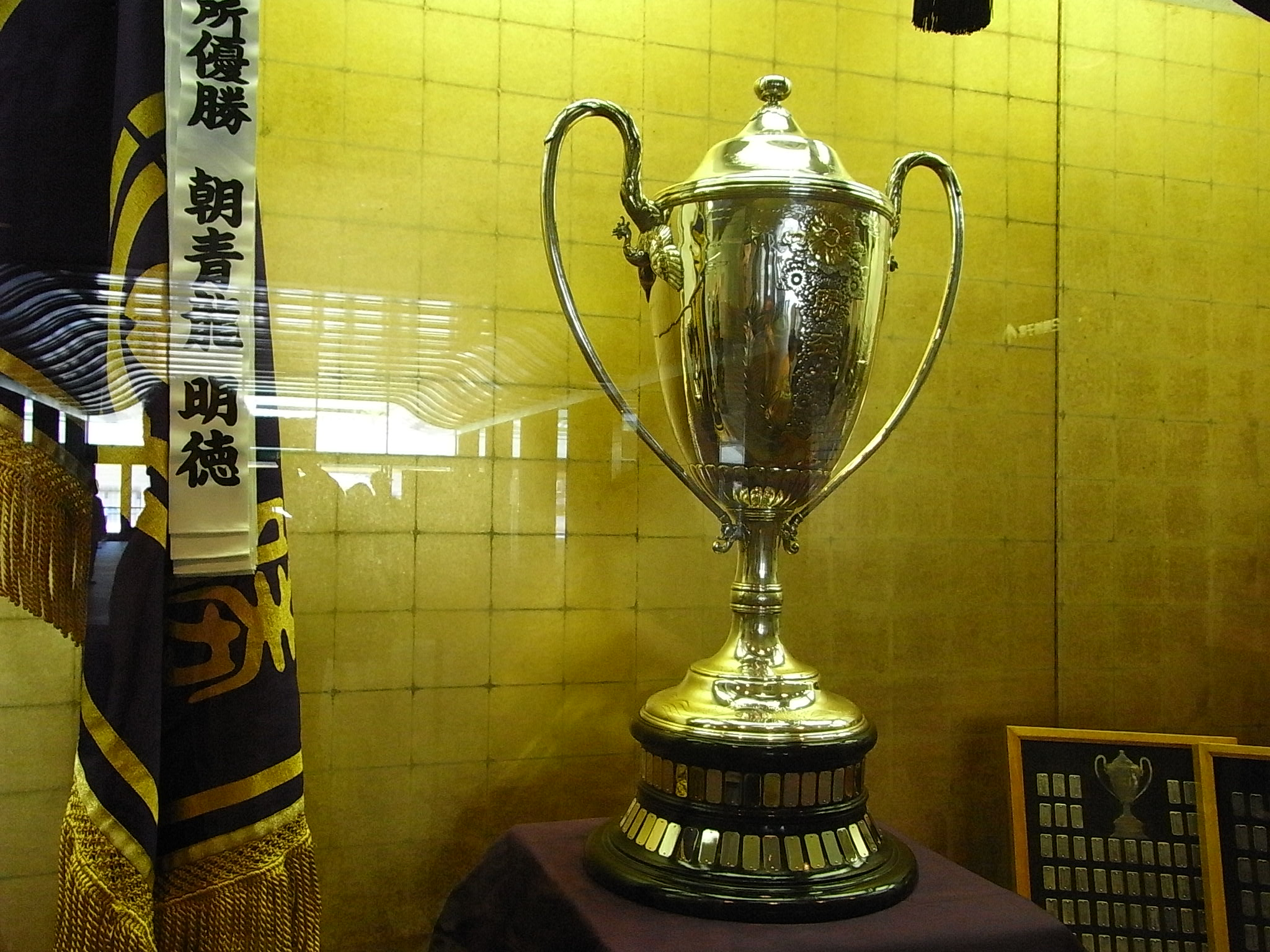
大相撲 天皇賜杯（2009年4月29日撮影）

## 天皇・皇族による賜杯
日本のスポーツ大会、特に全国大会などでは、天皇・皇族から下賜された坏を優勝杯（トロフィー）として用いることもある。この場合を、特に「賜杯」又は「賜盃」と呼ぶことも多い。日本の国技とされる大相撲の本場所での幕内最高優勝力士に対し贈られる天皇賜杯には「賜盃」と刻されている（表彰式の土俵上で贈られる「賜盃」は式終了後すぐに力士から回収され、実際に力士が保有できるのはレプリカである。以後、次の本場所初日に「返還」するまで力士が手にすることはできない）。
- 天皇杯・皇后杯
- 常陸宮賜杯（常陸宮妃賜杯）
- 秩父宮賜杯（秩父宮妃賜杯）
- 高松宮賜杯（高松宮妃賜杯）※ 現在の高松宮記念杯・高松宮妃記念杯
- 三笠宮賜杯（三笠宮妃賜杯）
- 寬仁親王杯
- 桂宮賜杯
- 高円宮賜杯（高円宮妃賜杯）